# Burg Hinta
Die Burg Hinta ist eine Wasserburg, die im Zentrum des Kernorts der ostfriesischen Gemeinde Hinte im Landkreis Aurich in Niedersachsen liegt.

## Geschichte
Im 14. Jahrhundert gab es in Hinte zwei Häuptlingsburgen, die Westerburg und die Osterburg – die spätere Burg Hinta. Die Westerburg wurde 1436 von der Hanse zerstört. Dies geschah als Reaktion auf die Unterstützung der Seeräuberei durch ostfriesische Häuptlinge und Städte. 
Während der Emder Revolution besetzten Emder Truppen 1602 die Burg. Gräfliche Truppen eroberten die Burg daraufhin gewaltsam zurück. Abgesehen davon blieb die Osterburg von Zerstörungen verschont. 
Die Burg erbte nach dem Tode des letzten Allena dessen Nichte Etta von Oldersum (1527), die mit Omko Freiherr von Ripperda zu Farmsum verheiratet war, einem Enkel des Ehepaares Unico Freiherr von Ripperda zu Farmsum und Ulske Ukena. Auf Omko folgte sein Sohn Frederik (gest. 1554) und schließlich der Enkel Unico Freiherr von Ripperda (1553–1564), an den ein kunstvolles Renaissance-Denkmal in der Kirche in Hinte erinnert. Seit 1567 befindet sich die Burg in Besitz der Familie von Frese und kann daher nur von außen besichtigt werden.

## Bauwerk

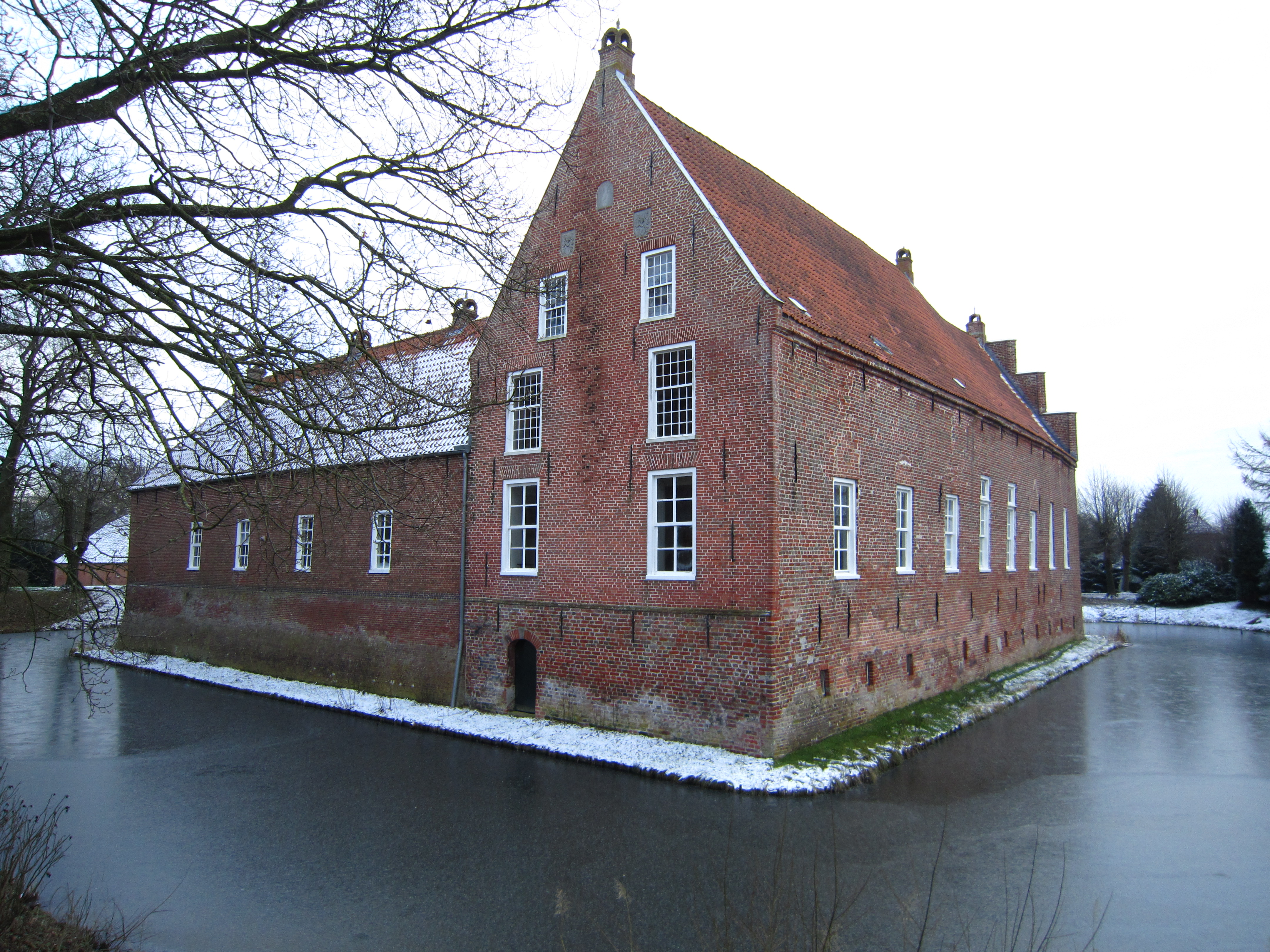
Hohes Haus

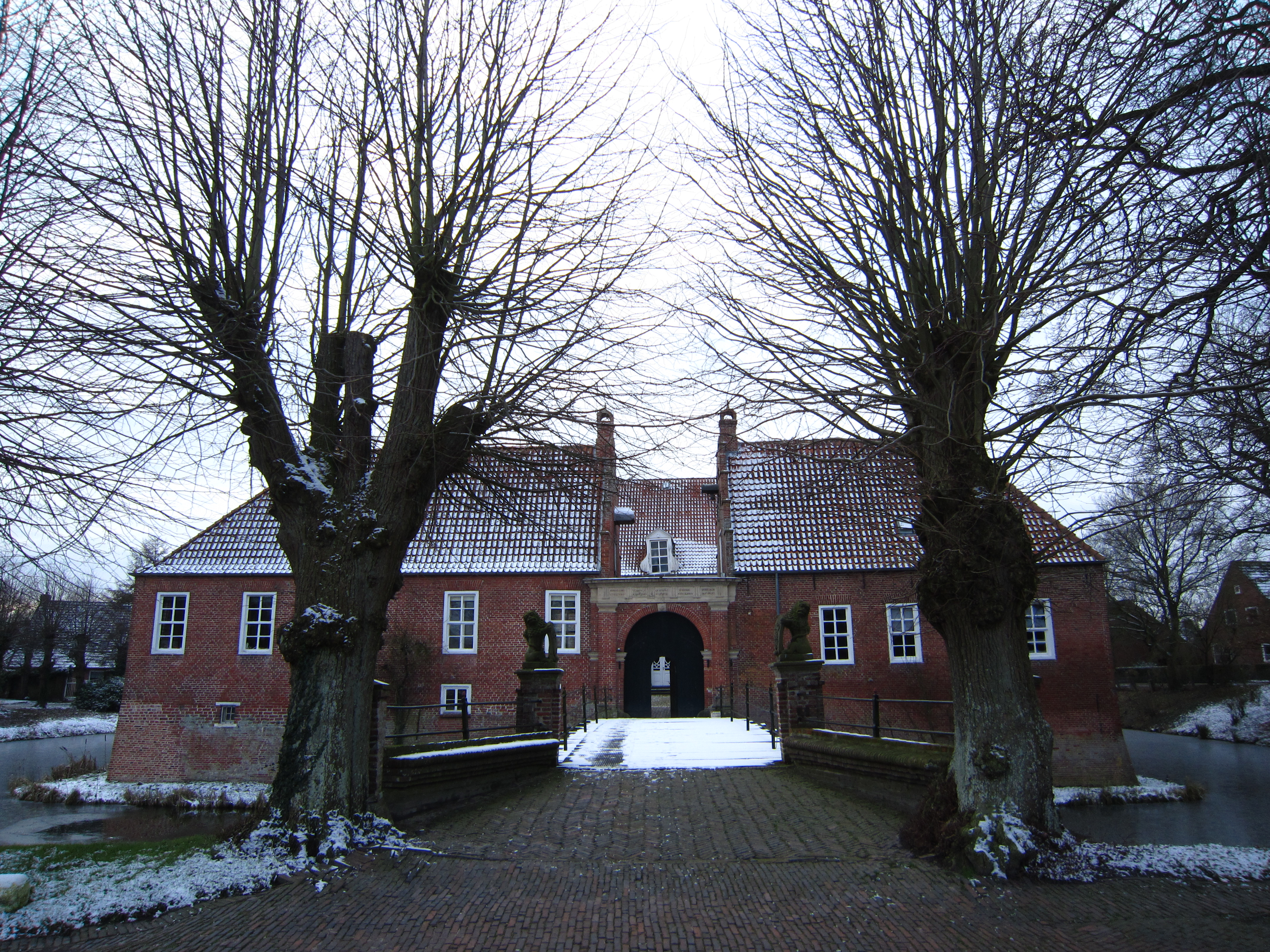
Brücke und Torbogen

Die Osterburg wurde ab Ende des 13. Jahrhunderts von den Probsthäuptlingen erbaut, zunächst als klassisch gotisches Bauwerk. Der älteste erhaltene Teil ist das sogenannte Hohe Haus im Westflügel, erbaut vom Häuptling Haiko von Wynham, dem Mann Heba Attenas. Es ist ein eingeschossiges Steinhaus mit einem an der Südseite erhaltenen Treppengiebel. Stilistisch liegt es an der Grenze zwischen ausklingender Gotik und beginnender Renaissance. Die geteilten Öffnungen im Dreieck des Stufengiebels, mit jeweils zwei Segmentbögen übereinander, deuten noch die Vorliebe der Gotik für vertikale Formen an, auch die Saalfenter darunter waren einmal sehr schmal und hoch. 
Die Toröffnung zur Graft an der Basis des Nordgiebels hat jedoch schon einen Renaissancebogen, der optisch durch einen Schlussstein beschwert ist. Während der Barockzeit wurde 1704 das Burgtor hinzugefügt. Im 18. und 19. Jahrhundert wurde die von einem breiten Wassergraben umgebene Burg zu ihrer heutigen Gestalt umgebaut. Seitdem ist sie eine Vierflügelanlage mit großem Innenhof. 
Nördlich der Burg, auf einer Warft, liegt die Evangelisch-reformierte Kirche Hinte aus dem 14. Jahrhundert.